# Ермилов, Николай Евграфович
Николай Евграфович Ермилов (1858—1935) — крупный специалист в области фотографии, автор книг по истории, по процессам фотографии, фотограф, профессор и ректор Высшего института фотографии и фототехники (позже ЛИКИ, теперь Государственный Университет Кино и Телевидения в Санкт-Петербурге) в 1918 году. При его участии были созданы ВГИК в Москве и журнал «Советское Фото».
Действительный член V отдела светописи при Императорском русском техническом обществе (ИРТО), дворянин по происхождению, яркий представитель петербургской интеллигенции XX столетия. Был разносторонним и образованным человеком, известным в Санкт-Петербурге и в России.

## Биография
Являлся владельцем компании «Торговый Дом Н. Ермилов и Ко» (столярно-механические мастерские), занимавшейся изготовлением и продажей фотопринадлежностей, редактором иллюстрированного журнала «Фотографические новости», который издавался известным в Санкт-Петербурге и Москве Торговым домом И. Стеффен и Ко. (Санкт-Петербург, Казанская ул., дом 5). Редакторами этого журнала были также коллеги по ИРТО профессор Вячеслав Измайлович Срезневский и Иван Альбертович Фелиш — сын известного в Петербурге деятеля в области фотографии Альберта Фелиша.
В период с 1888 по 1935 годы Н. Е. Ермилов являлся автором многочисленных статей и книг по истории, краеведению, теории и практике фотографии, докладов, обозрений.
Ермилов Н. Е. внёс большой вклад в развитие новых технологий и методов фотографических процессов, искусства фотографии, был неутомимым популяризатором фотографии, он прочёл массу лекций и докладов для любителей фотографии, проводил курсы светописи при ИРТО.
В период с конца 1890-х годов работал в Отделении финансового контроля МПС России, под его авторством издаются статистические справочники и книги по железнодорожной тематике.
Работы, изобретения и доклады Н. Е. Ермилова в области фотографии в разные годы до революции были напечатаны в журналах «Фотографические новости», «Фотографический вестник», «Записки Императорского Русского технического общества» и др.
В 1897 году собранием учредителей было организовано «Петербургское фотографическое общество». Одним из участников Петербургского Русского фотографического общества был Н. Е. Ермилов. Общество объединило опытных фотографов-профессионалов, практиков и начинающих фотографов-любителей и распространяло новейшие знания по фототехнике.
Цель общества — популяризация фотографии, защита интересов фотографов, изучение технических основ фотографии как искусства.
В 1912 году в Санкт-Петербурге в здании Михайловского манежа была проведена вторая Международная фотографическая выставка, устроенная редакцией журнала «Фотографические новости», в организации которой участвовали редакторы журнала Н. Е. Ермилов, В. И. Срезневский, И. А. Фелиш. Это вторая фотографическая выставка в России, которая состоялась под покровительством великого князя Михаила Александровича Романова.
Ермилов Н. Е. представлял доклады и показывал на практике «от начала и до конца» (11 сентября 1907 года, из журнала «Фотографические Новости») новые способы получения цветных фотографий и затем проектирования на экран диапозитивов на пластинках «Автохром».
21 сентября 1907 года в здании ИРТО г. С. М. Прокудин-Горский делает сообщение о произведённых им исследованиях пластинок Люмьер для цветной фотографии, после доклада были проецированы цветные диапозитивы гг. Ермилова Н. Е., Шульц, Нотомб и др. (из журнала «Фотографические новости», 1907, №9, СПб.)
В конце 1916 года члены V отдела ИРТО (5 отдел Императорского русского технического общества) Николай Евграфович Ермилов, Вячеслав Измайлович Срезневский, Сергей Михайлович Прокудин-Горский, Прилежаев И. А., Дмитрий Лещенко и другие разработали проект учреждения в Петрограде фотоинститута. Однако осуществить эту идею удалось только после Октябрьской революции.
1 ноября 1918 года проект представили первому наркому просвещения А. Н. Луначарскому и вскоре был подписан декрет СНК РСФСР «Об учреждении Высшего института фотографии и фототехники» (ВИФФ). Н. Е. Ермилов, В. И. Срезневский и некоторые другие члены V отдела РТО, выдающиеся деятели старой школы вошли в состав учёного совета и стали его профессорами и преподавателями. В настоящее время это Санкт-Петербургский Государственный Университет кино и телевидения и ВГИК в Москве.
1918г. - Краткосрочные курсы практической фотографии для городских и сельских учителей и учительниц в Петрограде, организованы при V отделе РТО, занятия проводились в залах и павильоне Русского технического общества. Председатель комиссии Курсов Ермилов Н. Е., члены комиссии:
Захарьин А. А., Поповицкий А. В., Срезневский В. И., Штюрмер А. А. Состоялось не менее трёх выпусков в 1918—1919.
В годы Советской власти профессор Н. Е. Ермилов также занимался преподавательской деятельностью, вплотную связанной с фотографией и видами её применения, изданием научных книг и работ по фотографии.
При участии профессора Ермилова и коллег «старой школы» были учреждены:
- Высший институт фотографии и фототехники (ныне Государственный Университет Кино и Телевидения в Санкт-Петербурге). 10 апреля 1923 года были проведены выборы Правления института, по итогам которых пост ректора занял один из создателей вуза Н. Е. Ермилов;
- комитет по развитию фотографической промышленности и по распространению знаний по фотографии;
- областной фотокинокомитет с техническим советом при нём в Ленинграде и центральный фотокинокомитет и школа экранного искусства в Москве;
- ВГИК в Москве.
- журнал "Советское фото" Акционерного издательского общества «Огонёк».

Кроме того, профессор Ермилов представил сообщение о «переписке Ньепса и Даггера» на VIII Международный конгресс по научной и прикладной фотографии (Дрезден, 1931 год). Война задержала это издание. Документы по истории фотографии (переписка Ньепса, Дагерра и других лиц), которые готовил на начальном этапе профессор Ермилов, вышли из печати только в 1949 году. На Международном конгрессе по фотографии в Кёльне (1956) советская делегация передала книгу ряду зарубежных библиотек и институтов.
Также эти материалы были опубликованы в журналах:
- Фотоальманах 1929г. №2, издательство «Огонёк», стр. 78-87. Новые документы к истории изобретения фотографии.

Ненаписанное Ньепсом сочинение о его изобретении (переписка Ньепса).
- Фотоальманах 1930г. №3 проф. Ермилов Н. Е. Краткая история фотографических процессов в хронологических датах (с 1802 по 1929) стр. 203—219.

Его работы находятся в архиве РАН в Москве.
Одно из последних мест работы проф. Н. Е. Ермилова — Ленинградский институт инженеров гражданского воздушного флота (ЛИИ ГВФ., был создан на базе факультета ЛИИЖТ в 1929—1931г.)Санкт-Петербургский государственный университет гражданской авиации
Проф. Н. Е. Ермилов прожил долгую жизнь, он умер в 1935 году в возрасте 77 лет. Запись о его захоронении имеется в книге «Кладбища Петербурга» в списке «Исторические захоронения на Смоленском православном кладбище С-Пб». На могиле Н. Е. Ермилова (участок 105) установлен чугунный ажурный крест на гранитном постаменте.

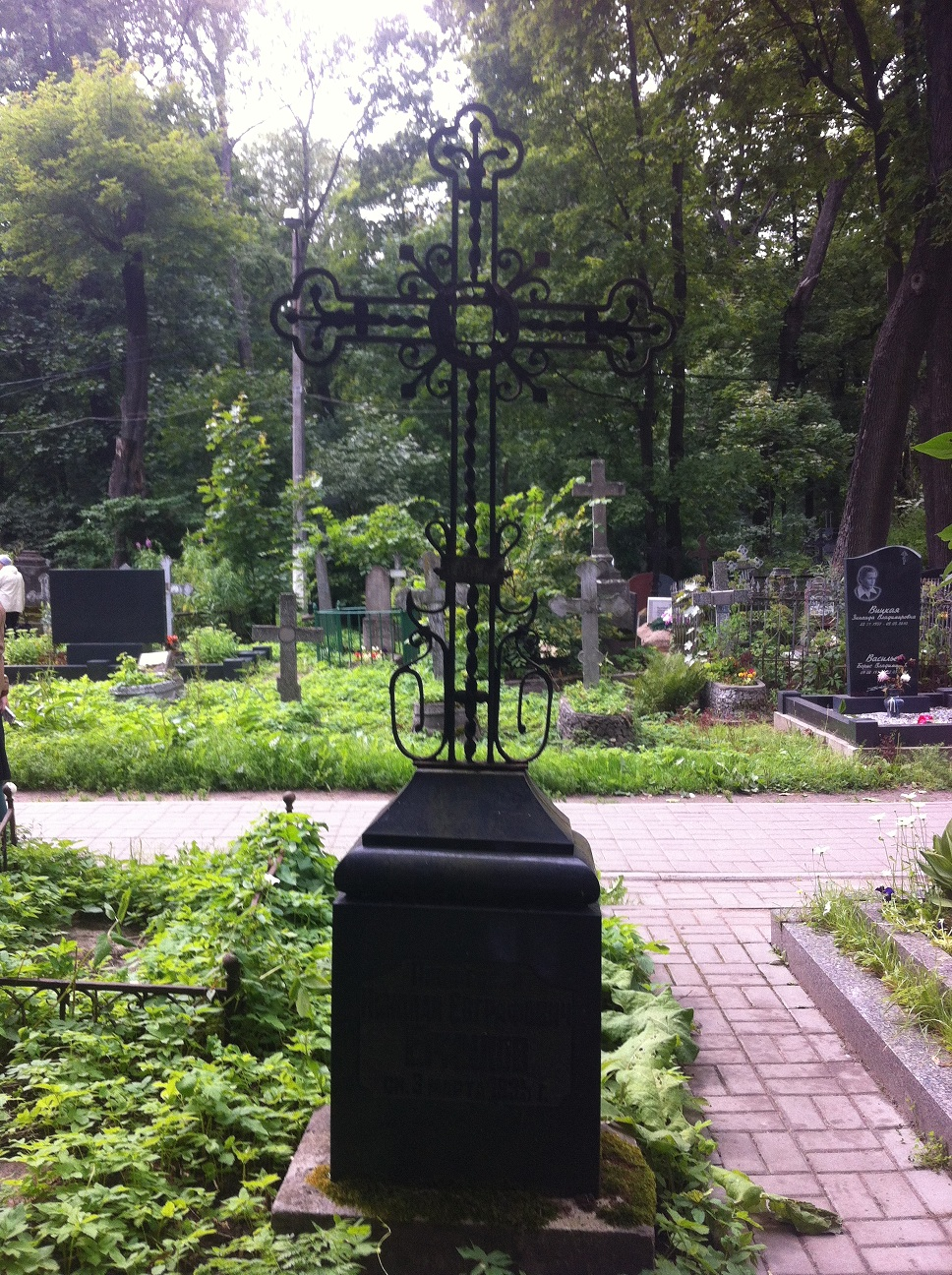
Санкт-Петербург, Смоленское кладбище, участок 105

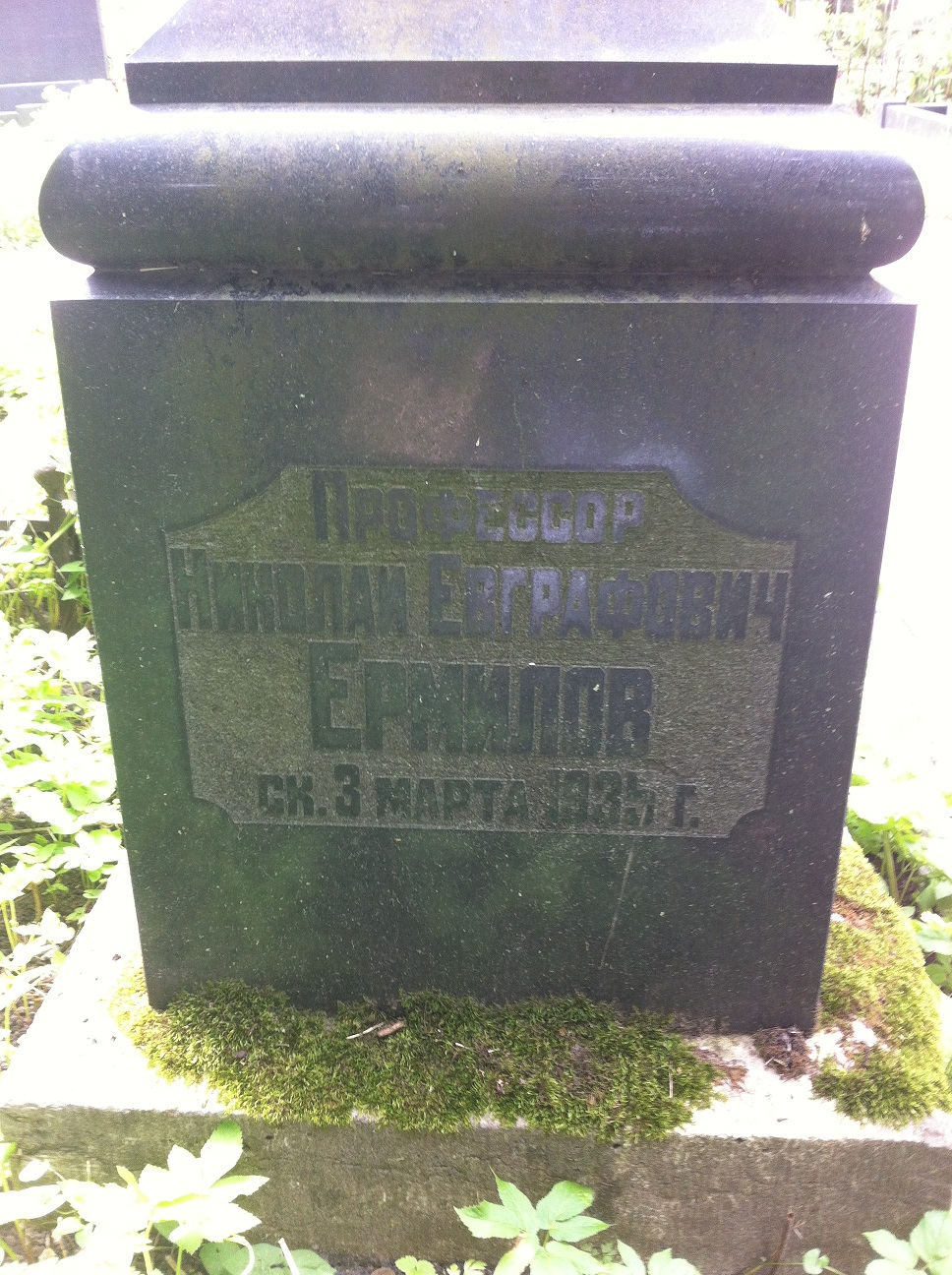
Санкт-Петербург, Смоленское кладбище, участок 105

## Книги и брошюры
Основные темы книг и брошюр Н. Е. Ермилова — история, краеведение, любительская, художественная, портретная фотография, развитие фотооптики, химических и механических фотоматериалов, фотомеханического печатания, фотоизданий, железнодорожное дело.
В Российской Национальной Библиотеке в Санкт-Петербурге имеется более 25 книг профессора Н. Ермилова, опубликованных, начиная с 1888 года, подшивки журналов Фотографические Новости, и др. Также некоторые книги Ермилова хранятся в РГБ в Москве.
В библиотеке Санкт -петербургского института ГУКИТ хранится личная библиотека Ермилова Н. Е. https://books.gukit.ru/cgi-bin/irbis64r_12/cgiirbis_64.exe?LNG=&Z21ID=&I21DBN=EKGUKIT&P21DBN=EKGUKIT&S21STN=1&S21REF=&S21FMT=&C21COM=S&S21CNR=&S21P01=0&S21P02=1&S21P03=A=&S21STR=Ермилов,%20Николай%20Евграфович
Основные темы в книгах и брошюрах Ермилова:
- Исторический вестник. 1888. Сентябрь. СПб Типография Суворина 1888 г. Статьи Ермилова Н. Е.
- Справочная книжка и календарь Архангельской губернии на 1888 год, с приложением адрес-календаря губернии и плана г. Архангельска. Автор: Изд. Арханг. губ. тип.; Сост. Н. Е. Ермилов. Год публикации: 1888
- Поездка на Печору. Путевые заметки Н. Е. Ермилова. Архангельск: Губернская типография 95 стр. 1888 г.
- Ермилов Н. Е. Полный систематический указатель статей, помещённых в неофициальной части «Архангельских губернских ведомостей» за 1882—1887 гг. Архангельск, 1888.
- Черты из жизни императора Николая Павловича. по рассказам современников.составил Н.Ермилов.,1900 г. СПб издательство Ц. Крайз
- водевилист 1901 г. {Венгеров} Ермилов, Н. авт. брош. «Японск. армия. Японск. флот» (1904). {Венгеров} автор Ермилов, Н. Е. Издание Ц . Крайз сост. руков. по фотографии 1904 г. {Венгеров}
- Очерки японской жизни. Перевод с французского Н.Ермилов, Издание Ц.Крайз 139 страниц 1904 г.издания
  - Ермилов Н. Е. Постройка и эксплуатация узкоколейных железных дорог., типография Л. С. Кинда,Москва 1909 г.
  - Ермилов Н. Е., Железнодорожный ежегодник Справочная книга для железнодорожников 1904—1905 гг.
  - Ермилов Н. Е., Состоящая при Министерстве финансов Комиссия о новых железных дорогах и её деятельность. 1910 (Особая высшая комиссия для всестороннего исследования железнодорожного дела в России). Вып. 49

Многочисленные (некоторые со скромной подписью — Н. Ер. или — Овъ.) авторские всесторонние статьи по теории и практике фотографии, фотовыставкам, статистика, некрологи, исторические справки, и многое другое в изданиях журнала «Фотографические Новости» с 1907 по 1918 годы (по 12 номеров журнала с фотографическими приложениями в год).
- Фотографирование на плёнках. С-Пб. 1906 г. Типография Ц.Крайз, С-Пб.
- Фотографические открытые письма. Любительское изготовление открытых писем и иллюстрация их фотографическим путём. Типография Ц.Крайз, С-Пб. 1906 г.
- Практическое руководство к стереоскопической фотографии для любителей. Типография Ц.Крайз, С-Пб. 1906 г.
- Руководство к копированию на бромистых бумагах и вообще на бумагах с проявлением. С-Пб. 1907 г., переиздание в 1918 г.
- Как фотографировать облака, воду, волны, бурю, молнию, против солнца, лунные виды. Библ. фотографа — любителя. С-Пб., 1908 г. — 32 с. с иллюстрациями.иллюстрированная библиотека фотографа-любителя.
- Упрощённая фото-семи-эмаль. С-Пб. 1911 г.
- Размножение чертежей, планов, рисунков с помощью света.
- Ермилов Н. Е., Голубцов Н. А.,Бородин В. Памятные справочные книжки и адрес-календари Архангельской губернии 1850—1916 г.
- Фотографические виды различных городов (Кисловодск, Пятигорск, Железноводск и др.) и достопримечательностей Кавказа. Ермилов Н. Е.
- В 1923 г. в Энциклопедии необходимых знаний опубликован очерк проф. Н. Е. Ермилова «Фотография», «Фотография, её прошлое, настоящее и будущее». Второе издание книги с дополнениями автора выпущено в Ленинграде в 1926 году (издательство Полярная звезда).
- 1923 (вышло всего 2 номера) «Вестник Фотографии и Кинематографии» Редакторы Н. Ермилов и Д. Лещенко. Изд. «Севзапкино», Ленинград.
- Ермилов Н. Е. Кинематограф: Его история, устройство и тайны: Популярно-научный очерк. Ленинград, 1925. Библиотека юного пролетария
- Ермилов Н. Е. Свет на службе человека 1926 г. Научно-популярный очерк с 82 рис. // Библиотека юного пролетария
- Ермилов Н. Е., Физика в мастерской, 1927 г. (За рабочим станком. Русское техническое общество)
- В апреле 1926 года вышел 1-й номер журнала «Советское фото» при участии В. И. Срезневского и Н. Е. Ермилова;
- Практическое руководство фотографии для подготовки фото-любителя.1929 Давид Л. Серия Библиотека журнала Советское фото, книжка 25, перевёл с немецкого издания 240 с. Городинский Д. М., редакция Ермилова Н. Е. С 132 рисунками, сделанными для русского издания заново 238 стр.
- Повреждения и починка фотографических аппаратов и затворов / под ред. Н. Е. Ермилова. (Библиотека журнала «Советское фото», книжка 33).
- статьи в журналах «Фотограф» 1927 № 3, 4. стр. 104—107 Юбилей М. П. Дмитриева
- Фотоальманах 1929 г № 2. Издательство «Огонёк» стр. 78-87. Новые документы к истории изобретения фотографии

Не написанное Ньепсом сочинение о его изобретении .(Переписка Ньепса)!
- Фото альманах 1930 г. № 3 проф. Ермилов Н. Е. Краткая история фотографических процессов в хронологических датах (с 1802 по 1929) стр. 203—219
  - В РНБ в Отделе рукописей находится книга «Очерки Гатчины» Рукопись 1901 г. автор краеведческого труда Ермилов Александр Ермилович (титулярный советник, общественный деятель), в которой содержится около 60 фотографий Ермилова Н. Е. http://history-gatchina.ru/town/ulica/bombardirska.htm -РНБ Q IV № 462

Основательное знание иностранных языков позволило Ермилову заняться переводами.
В РНБ имеются его книги — переводы с немецкого и французского языков, выпущенные до революции:
- Траншан Луи. «Руководство к копированию на бромистых бумагах и вообще на бумагах с проявлением». Перевод с французского с дополнениями Н.Ермилова. 1907 г.
- Шнаус, Герман. «Художественная отделка фотографий. Обрезка. Наклейка. Рамки». Перевод с немецкого с дополнениями Н. Ермилова.
- Эрнэст Кустэ. Усиление и ослабление негативов. Перевод с французского Н. Ермилов.
- Крабтри К, Матьюс В. Приготовление фотографических растворов пер. с нем. Н.Ермилов.

Изучая переплётное дело, картонажные и футлярные работы, Н. Е. Ермилов в период 1925—1928 годы написал и опубликовал ряд популярных брошюр с иллюстрациями для обучения населения, которые хранятся в Российской национальной библиотеке.
- Как переплетать книги. Общепонятное краткое руководство к переплетному делу. 1927 г.http://www.booksite.ru/fulltext/ermilov1/text.pdf
- Полувековой юбилей фотографа М. П. Дмитриева, журнал Фотограф 1927 г. № 3, 4, стр 104—107. (Дмитриев давний коллега Ермилова)
- Картонажные и футлярные работы. 1931 г.
- Размножение чертежей, планов и рисунков с помощью света. Практическое руководство для фабричных и заводских чертежников, мастеров, техников и инженеров. изд-во(за рабочим станком) 1927 г.
- Переплётное дело. Практическое пособие при изучении брошюрования и переплетения книг. 1930 г.
- Бунимович Д. Мастерская фотолюбителя. Повреждения и починка фотографических аппаратов и затворов/ под ред. Н. Е. Ермилова. (Библиотека журнала «Советское фото», книжка 33). М.: акц. изд. об-во «Огонек», 1930. 102 с. Иллюстрированное издание.
- The Men with the Movie Camera: The Poetics of Visual Style Philip Cavendish — 2013 — Performing Arts … film press, the Vysshii Institut Fotografii i Fototekhniki suffered from funding problems in its initial years and was temporarily closed in 1923. … Professor N. E. Ermilov, 'Pechal’noe polozhenie russkoi foto-kino-literatury', ibid., pp. 43–46 (p.

## Частная коллекция
В коллекции находятся стереоскопические диапозитивы (+ , позитивные снимки) на стеклянных пластинах «Автохром» (Люмьер), снятые двухобъективным стереоскопическим фотоаппаратом все снимки переведены в цифровой вид.
- видовые и «живые» снимки людей и их быта старого Петербурга с 1905 по 1922 г.
- пейзажи и архитектурные виды старого Петербурга.
- внутренние интерьеры, пейзажи и виды дворцов, парков городов Гатчина, Петродворец, Павловска, Пушкина.
- Фотовыставка от журнала Фотографические новости 1911 г.
- 2-я Международная фотографическая выставка 1912 г., устраиваемая редакцией журнала «Фотографические новости», Морская ул., 38[7][8][9][10] (аналогичные снимки входят в коллекцию)
- стереоснимки по Российско-Шведской выставке физического развития и спорта 1909 г. в Михайловском манеже в Петербурге (коллега Ермилова — В. И. Срезневский являлся генеральным секретарём выставки и возглавлял Российский Олимпийский комитет с 1911 по 1918 гг., обзор фотографий выставки[11](- аналогичные снимки входят в коллекцию)
- снимки знаменитого в то время в Петербурге ресторана «Донон»[12][13][14] (Донон, Бетан и Татары); Мойка д.24, литер Б (ныне здание принадлежит одной из «дочек» сети отелей Kempinski в Санкт-Петербурге).
- снимки пригородов Петербурга, (пейзажи, природа, архитектура, усадьбы и быт людей в Колпино, Саблино,Ульяновка, Поповка, Любань, Александровская слобода, Сергиево (сейчас- посёлок им. Володарского-Стрельна), пейзаж русской деревни, фотографии храмов.
- снимки видов города — курорта Кисловодска, пейзажи его пригородов, снимки жизни людей.
- видовые и пейзажные фотографии -Смоленское и другие кладбища Петербурга и Петербургской губернии, Александро-Невская лавра .
- Зоологический сад.
- Ботанический сад и парки Петербурга.
- снимки его «профессорского окружения»- Срезневский Вячеслав Измайлович, Прилежаев Иван Александрович, Фелиш Иван Альбертович,Сергей Михайлович Прокудин -Горский,Шульц.и снимок на бумаге авторства К.Булла (похожие имеются в музее ЦГАКФФД в Санкт-Петербурге), редакция журнала Фотографические Новости и многие другие
- редкие снимки внутренних интерьеров и наружные снимки храма Спас на крови .
- Цветные — 10шт. Зал ИРТО, натюрморт — букеты цветов, здания на р. Мойка, личный кабинет Ермилова Н. Е., фотография кабинета и арфы…
- снимки видов старого г. Москва, пригороды Москвы ….
- реки Дон…

Почти на всех диапозитивных фото пластинках на стекле стоит номер, на меньшей части синие печати — как треугольник — Н. Е. и прямоугольник. Ермилов Н. Е.,
В статьях журнала Фотографические новости подписывался как Н. Е. Ермиловъ, или как псевдоним Ер-овъ., Н. Е., -Овъ.
Коллекция никогда не выставлялась и впервые после её перевода в цифровой вид была представлена только группе специалистов в области фотографии Государственного Русского Музея в Санкт-Петербурге в 2015 году, рассматривается вопрос о передаче части коллекции Русскому Музею, с целью её дальнейшего представления на выставках.
В коллекции находится памятная позолоченная медаль.
Гравировка на медали: Ермилову Николаю Евграфовичу «От журнала „Фотографические Новости“ На память о фотографической выставке в Петербурге 1912 г.»
Данная коллекция достаточно большая и очень «разноплановая», её можно отнести к жанрам — пейзажной, социальной, уличной, изобразительной, художественной, городской архитектурной, исторической, портретной, фотографии…
- Также в коллекции есть альбомы с альбуминовыми отпечатками на бумаге, включает снимки из его «знаменитого» окружения, семейные фотоальбомы, альбом из ранних цветных открыток, стереоскоп,
- редкость того времени — цветное фото на ткани.
- его авторские книги, с дарственными автографами, иллюстрированные журналы Фотографические Новости, медный бюст на мраморной стойке Л. Н. Толстого — с дарственной надписью «От струдников Отделения финансового Контроля» и др.

## Семья
Отец — Евграф Лаврентьевич Ермилов, родился в 1836 г. Евграф был очень рано определён в морское училище. Потомственный дворянин. Жена Мария Белодуб, воспитанница института Благородных девиц. Брат — Владимир Евграфович (1859—1918), окончил филологический факультет Московского университета. Секретарь редакции журнала «Утра России», редактирующий критико-библиографический отдел, член редакции журнала «Студия», заведующий театральной хроникой. Лектор Пушкинской Городской Аудитории и музыкально-драматических курсов проф. А. А. Ильинского. Он был писателем, литератором, лектором, актёром, эстрадным чтецом, педагогом (практиком и теоретиком), писал книги по истории для детей. Владимир Евграфович дружил с Антоном Павловичем Чеховым и его братом. Сохранилась переписка В. Е. Ермилова с А. П. Чеховым. С братом Ермилов Н. Е. практически не общался.